# Bombus melanopygus
Bombus melanopygus (saknar svenskt namn) är en insekt i överfamiljen bin (Apoidea) och släktet humlor (Bombus) som lever i USA och Kanada.

## Beskrivning
Huvudet och främre delen av mellankroppen har en blandning av gula och svarta hår. Vissa honor (de med svarta tergiter på bakkroppen, se nedan) kan dock vara rent gula på huvudet. På mellankroppen övergår färgen till rent gult i mitten baktill, hos honorna möjligen med en bakåtriktad kil av mörkare hår. Mittpå mellankroppen, mellan vingfästena, finns ett band av svarta hår; det kan dock vara blandfärgat hos hanarna. Mellankroppens sidor är mycket variabla, i olika blandningar av gult, svart eller blandfärgat. Den första tergiten är gul, följt av två antingen svarta eller orangefärgade tergiter. Hanarna har dock alltid orangefärgade tergiter. Hos honor med orange tergiter är de två följande tergiterna svarta i mitten men blandfärgade på sidorna; den fjärde tergiten kan ha en gul bakkant, och arbetare kan ha rent gula sidor.
Hos honor med svarta tergiter är de två tergiterna efter dessa rent gula. Resterande tergiter hos dessa honor är svarta, dock ibland med gula sidor.
Efter de orangefärgade tergiterna kan hanarna antingen ha två gula tergiter (ibland svarta i mitten) földa av svarta; den främsta svarta tergiten kan dock ha en inblandning av gula hår. De gula tergiterna kan även helt saknas (det vill säga hela bakre delen av bakkroppen efter de oragefärgade tergiterna är svart).
Vingarna är mörka men genomskinliga. Längden ligger mellan 15 och 18 mm för drottningarna med en vingbredd på 29 till 36 mm, 9 till 13 mm för hanarna, vingbredd 21 till 26 mm, och 11 till 15 mm för arbetarna, vingbredd 25 till 29 mm.

## Ekologi
Habitatet utgörs av öppna gräsmarker, buskmarker, chaparral, bergsängar samt i samhällen även parker och trädgårdar.
Drottningarna visar sig mellan februari och slutet av oktober, arbetarna från början av april till början av september och hanarna från tidigt i maj till början av september. Humlan är polylektisk, den besöker blommor från ett stort antal familjer, främst videväxter, violväxter, korgblommiga växter (som korsörter, Haplopappus, Ericameria och Wyethia) samt ärtväxter (som lupiner och klöversläktet). Den flyger även till dunörtsväxter som mjölkesläktet, grobladsväxter som penstemoner, rosväxter som hallonsläktet, slideväxter, ljungväxter (som mjölonsläktet och rododendronsläktet), brakvedsväxter som Ceanothus, strävbladiga växter som Eriodictyon, videväxter som videsläktet samt kransblommiga växter som salviasläktet. Boet kan förläggas både underjordiskt, vanligen i ett övergivet musbo, eller ovan jord.
Hanarna är patrullerare, de flyger runt i bestämda banor där de försöker locka till sig parningsvilliga ungdrottningar med hjälp av feromoner.

## Utbredning
Humlan återfinns från Alaska i norr, samt vidare i västra Kanada från Yukon, Labrador, Northwest Territories och Nunavut i norr, samt söderöver till British Columbia, Alberta, Saskatchewan, Manitoba och Québec. I USA förekommer den, förutom i Alaska, i delstaterna Washington, Oregon, Kalifornien, Montana, Idaho, Wyoming, Nevada, Utah, Colorado, Arizona, New Mexico, South Dakota och Arkansas. Formen med mörkfärgade honor förekommer främst i Kalifornien och södra Oregon, den med orangefärgade framför allt i norra och östra delarna av utbredningsområdet.

## Status
Populationen är stabil, och Internationella naturvårdsunionen (IUCN) anger inga allvarliga hot mot arten utan listar den som livskraftig (LC).